# Karen Mulder (cestista)
Karen Mulder (Amsterdam, 27 agosto 1952) è un'ex cestista olandese.

## Carriera
Con i Paesi Bassi ha disputato tre edizioni dei Campionati europei (1974, 1976, 1978).